# Associação Desportiva Jaraguá
A Associação Desportiva Jaraguá, referida pelo acrônimo ADJ e de nome fantasia Jaraguá Futsal, é uma agremiação brasileira de futsal da cidade de Jaraguá do Sul, em Santa Catarina. Fundada em 15 de fevereiro de 1992 por um grupo de atletas do município, está entre as maiores potências da modalidade.
Sua trajetória de destaque nacional foi iniciada em parceria com a Malwee, empresa jaraguaense do setor têxtil, após anos disputando apenas o cenário estadual. Com investimento milionário entre os anos de 2001 e 2010, a equipe conquistou 47 títulos e reuniu lendas do esporte como Falcão, Tiago, Lenísio, Chico e Leco para defender suas cores em quadra. Desde o encerramento do patrocínio, em 2011, passou por um longo período de reestruturação para recuperar seu protagonismo.
Em mais de três décadas de história, o clube aurinegro acumulou conquistas em sua galeria de troféus: são 16 títulos de nível estadual (12 Campeonatos Catarinenses, 2 Copas Santa Catarina e 2 Recopas Catarinenses), 1 Copa Sul, 4 Superligas e, entre dezenas de torneios menores, se destacam 1 Supercopa do Brasil, 7 Taças Brasil, 5 Ligas Nacionais e 6 Copas Libertadores. Para além dos troféus, é o primeiro clube a vencer duas tríplices coroas nacionais e o único não europeu a ser nomeado como "Melhor Clube de Futsal do Mundo" em mais de uma temporada.
Ostenta o posto de maior campeão de Santa Catarina e, ao lado de Carlos Barbosa, divide o topo do Brasil e da América do Sul. Atualmente, o Jaraguá é uma das franquias associadas à Liga Nacional de Futsal, a principal competição de futebol de salão do país — da qual é o campeão vigente.

## História

### 1992–2000: ADJ
A Associação Desportiva Jaraguá nasceu em 15 de fevereiro de 1992, por iniciativa de um grupo de ex-atletas que almejava o fortalecimento do esporte — em especial o futsal — no município de Jaraguá do Sul, em Santa Catarina. O clube se afiliou à Federação Catarinense de Futebol de Salão logo após sua fundação e estreou no campeonato estadual em dezembro do mesmo ano, com apoio de empresas locais para viabilizar as primeiras operações profissionais.
Em 1993, a "ADJ" contratou jogadores experientes e teve um começo de temporada promissor, vencendo a equipe de Mafra por 5 a 3 fora de casa. No entanto, com o calendário de partidas durando somente dois meses, os patrocinadores se retiraram e inviabilizaram a continuidade do projeto. A reativação aconteceria já em 1994, sob comando do técnico Maneca — atualmente, atuante na formação de jovens talentos jaraguaenses. O convênio formado com a Fundação Municipal de Esportes (FME) iniciou a estruturação enraizada nas categorias de base, preparando atletas desde o início da carreira.
O retorno do futsal adulto ocorreu em 1995, com uma equipe constituída por muitos atletas jovens formados pelo próprio clube. Sem contratações de peso, o Jaraguá superou as dificuldades e, logo em 1996, conquistou o título da Primeira Divisão (atual Série Prata) atuando no Ginásio Arthur Müller. O primeiro "salto" aconteceu em 1999, quando a diretoria fechou acordo de investimento com a Breithaupt, empresa local de varejo, e criou um conselho de administração de aproximadamente 60 pessoas, entre apoiadores locais e empresários influentes na região de Jaraguá do Sul.
Naquela temporada, o Jaraguá conquistou seu primeiro título estadual sobre a equipe de São Miguel do Oeste, após uma sequência invicta de vinte partidas nas fases iniciais. A única derrota ocorreu justamente na ida da decisão, quando perdeu por 6 a 3. Na partida de volta, realizada no Ginásio do SESI (utilizado por comportar mais espectadores), goleou pelo placar de 6 a 1 e forçou a partida de desempate, na qual venceu por 5 a 3 e levantou seu primeiro troféu do Campeonato Catarinense. O bicampeonato viria já no ano seguinte, contra a extinta Tuper, de São Bento do Sul, em um título que concedeu à Locomotiva a sua primeira participação na Taça Brasil — torneio do qual o Jaraguá se tornaria o maior campeão, com sete títulos em oito finais disputadas. Mesmo sem avançar às fases decisivas, enfrentou potências como Vasco e Atlético Mineiro, se inserindo no cenário nacional.

### 2001–2010: Malwee
No ano de 2001, por intermédio do prefeito Irineu Pasold, a diretoria da ADJ se reuniu com o empresário Wandér Weege e deu início à histórica parceria com a Malwee Malhas, empresa jaraguaense do setor têxtil. Com investimento acima do padrão da época, nomes consagrados não demoraram a chegar em Jaraguá do Sul, a exemplo de Manoel Tobias, melhor jogador de futsal do mundo naquele momento. Para o comando técnico, com a saída de Maneca para o futsal paulista, o selecionado foi Fernando Ferretti, um treinador até então desconhecido que acabava de deixar a seleção da Guatemala. Como atual campeã catarinense, a equipe disputou novamente a Taça Brasil, em Fortaleza, sem alcançar as semifinais. O desfecho da primeira participação do clube na Liga Nacional foi semelhante: após 34 pontos em 24 partidas disputadas, não chegou às fases decisivas.
Em 2002, com a base bicampeã catarinense mantida e contratações pontuais, a nova "Equipe Malwee" dominou o cenário estadual: conquistou Campeonato Catarinense, Copa Santa Catarina e Jogos Abertos de Santa Catarina, todos sobre o extinto time de futsal do Criciúma, que à época competia como Anjo Química. Nas competições nacionais, amargou derrotas nas semifinais para o Minas, tanto na Taça Brasil, sediada em Carlos Barbosa, quanto na Liga Nacional.
O ano seguinte marcou a saída de Manoel Tobias para o futsal espanhol. Para seu lugar, a Malwee buscou um jovem promissor que começava a despontar: Alessandro Rosa Vieira, o Falcão. Com ele, a Malwee derrotou novamente o Criciúma e conquistou a Taça Brasil de 2003, sediada em Jaraguá do Sul, adicionando o primeiro troféu nacional à galeria do clube. O título veio com gol de ouro de James, na prorrogação, após empate por 1 a 1 no tempo normal, "explodindo" a torcida jaraguaense que lotou o Ginásio Wolfgang Weege, no Parque Malwee. O troféu não foi o único prêmio: como campeã do torneio, a Malwee representaria o Brasil no próximo Campeonato Sul-Americano — competição que, devido ao calendário esportivo alternativo (de julho a junho, ao invés de janeiro a dezembro) utilizado no restante da América do Sul, é realizada no meio da temporada seguinte para os brasileiros.
Na temporada de 2004, a base do elenco foi mantida e reforçada. Como resultado, logo no início do ano, a Malwee viajou à Goiânia para disputar a Taça Brasil e venceu o bicampeonato consecutivo, derrotando Carlos Barbosa por 11 a 9. Os gaúchos, atuais campeões continentais, também foram rivais no "zonal sul" do Sul-Americano, um confronto que decidiria o adversário do campeão do "zonal norte". Na cidade de Mar del Plata, na Argentina, a Malwee triunfou por 4 a 2 e se classificou. A "final geral" foi marcada para dezembro, em Lima, no Peru. Mesmo fora de casa, os jaraguaenses confirmaram o favoritismo e trouxeram o primeiro título continental para o clube, goleando o Deportivo Kansas, da cidade-sede, nas duas partidas: 13 a 6 na ida e 8 a 1 na volta.
Falcão, premiado na Suíça como o melhor jogador do mundo pela primeira vez, deixou Jaraguá do Sul para tentar carreira no futebol de campo do São Paulo ao fim da temporada. No entanto, depois de apenas treze partidas e um suposto conflito com Emerson Leão, então técnico do clube paulista, o camisa 12 retornou em alguns meses. Com Falcão em quadra ou não, a Malwee teve um 2005 espetacular, com 10 títulos em 13 competições disputadas, incluindo: hexacampeonato estadual, tricampeonato da Taça Brasil, bicampeonato do Sul-Americano e a conquista inédita da Liga Nacional. Depois de "bater na trave" nas últimas três edições, a equipe jaraguaense chegou à primeira final, contra o Atlântico, empatando a primeira partida por 2 a 2. Na volta, em Brusque, a Malwee começou perdendo por 2 a 0 e, com doblete de Xoxo (que jogou no sacrifício, em meio a recuperação de uma cirurgia) e gol heroico de Valdin, virou o placar e segurou a vantagem por 13 minutos para se consagrar campeã nacional.
A Malwee começou a temporada de 2006 com o tetracampeonato da Taça Brasil, em Natal, vencendo o ABC por 3 a 2 com o ginásio completamente lotado. No mesmo ano, chegou ao sétimo título catarinense e, apesar do vice-campeonato na Liga Nacional para Carlos Barbosa, conquistou o tricampeonato continental no Sul-Americano (disputado apenas em 2007) ao superar o Independiente Santa Fe, da Colômbia. Em apenas alguns dias, o esporte jaraguaense seria marcado pela inauguração da Arena Jaraguá, um pavilhão moderno que abrigaria não só a Malwee, mas também eventos culturais e empresariais da cidade.
Em 2007, a série de títulos continuou: em sua quinta final de Taça Brasil, ainda antes da inauguração da Arena, a Malwee levantou o quinto troféu consecutivo, em Teresópolis, com goleada de 6 a 1 sobre o extinto Petrópolis. Depois da amarga segunda colocação da temporada passada, o clube voltou à decisão da Liga Nacional e encarou o rival Joinville. Na partida de ida, uma atuação de gala  repetiu o 6 a 1 da Taça Brasil, fora de casa. Em uma Arena Jaraguá lotada, a Malwee repetiu o bom desempenho, venceu por 5 a 3 e confirmou o bicampeonato. O mesmo ginásio recebeu a decisão do Sul-Americano — já chamado de Libertadores —, entre a equipe jaraguaense e o Bello Jairuby, da Colômbia. Sem dificuldades: 7 a 1 na ida, 6 a 2 na volta e tetracampeonato continental na galeria de troféus da Malwee.
O ano de 2008 foi um dos mais vitoriosos da história da Malwee. Em setembro, venceu a extinta Ulbra por 6 a 2 (8 a 4 no agregado) e conquistou o tricampeonato da Liga Nacional, novamente jogando em casa. A Taça Brasil foi realizada com formato diferente, mas o campeão foi o mesmo: após eliminar o Joinville nas semifinais, a Malwee superou o São José (1 a 1 no tempo normal e 4 a 2 na prorrogação) e comemorou mais um título nacional na Arena Jaraguá. No Campeonato Catarinense, a equipe jaraguaense levantou o troféu pela oitava vez, em nova decisão contra o maior rival. Por fim, para coroar a temporada, a Copa Libertadores foi sediada em Jaraguá do Sul pela segunda vez e marcou o pentacampeonato da Malwee, com um histórico placar agregado de 21 a 6 (11 a 4 na ida, 10 a 2 na volta) sobre o Deportivo Táchira, da Venezuela.
Por conta do desempenho magnífico em 2008, a Malwee foi premiada com o título de "Melhor Clube de Futsal do Mundo" pela Futsal Planet, plataforma online que organiza anualmente o Futsal Awards, com chancela da FIFA. Em 2009, o sucesso nacional não foi o mesmo. A ACBF conquistou a Liga (contra a Malwee) e pôs um fim à sequência de títulos jaraguaenses na Taça Brasil. Porém, mesmo com o desfalque de Falcão, o triunfo de 3 a 2 contra a Cortiana, no zonal sul realizado em Misiones, na Argentina, marcou o hexacampeonato continental — o vencedor do zonal norte (Bello Jairuby) não compareceu à final geral. Com a não realização do Intercontinental em 2009, uma lacuna ficou vazia: em quatro participações, de 2005 a 2008, foram quatro finais contra o Inter, da Espanha, e quatro vice-campeonatos. O título mundial segue, até hoje, como o grande objetivo do clube.
A temporada de 2010 começou promissora com o tetracampeonato da Superliga de Futsal, um torneio entre oito equipes que abria o calendário nacional. No entanto, em abril, ao início da Liga Nacional, o elenco se reuniu com os diretores e foi informado de que a parceria entre Associação Desportiva Jaraguá e Malwee seria encerrada ao final daquele ano. O "adeus" do projeto acabou sendo o tetracampeonato da Liga, passando por Joinville nas quartas, Carlos Barbosa na semifinal e vencendo Marechal Rondon por 2 a 0, na Arena Jaraguá, após empate em 2 a 2 na ida. A despedida oficial aconteceu em 3 de dezembro, em casa, na última partida da Taça Brasil daquele ano: já eliminada, a Malwee goleou por 8 a 3 a equipe de Macau, do Rio Grande do Norte.
Com muita emoção nas arquibancadas, jogadores se despediram da torcida com voltas na quadra, carregando alguns dos 47 troféus conquistados em 10 anos de projeto. Sem patrocinadores confirmados para 2011, a cidade de Jaraguá do Sul festejou durante a partida como se fosse a última da história do clube. Na virada do ano, sem elenco profissional nem patrocínios, a ADJ recebia seu segundo prêmio de "Melhor Clube de Futsal do Mundo" e dava início a um longo processo de reestruturação.

### 2011–2015: ADJ
Após o fim da parceria, a diretoria buscou alternativas para manter o clube em competições profissionais. A solução encontrada foi a mesma que levou aos primeiros títulos na década de 1990: reconstrução partindo das categorias de base. Com a experiência de Augustinho Ferrari, educador físico envolvido no esporte jaraguaense, foram promovidos jogadores nascidos entre 1989 e 1995. No entanto, pela primeira vez desde 2001, a ADJ não participaria da Liga Nacional e se limitaria aos torneios estaduais. Ao longo do ano, reforços pontuais (como Xoxo e Erick) ajudaram a equipe a conquistar os Jogos Abertos de Santa Catarina e chegar à final do Campeonato Catarinense, perdendo o título para o Concórdia.
Em 2012, o clube se associou novamente à Fundação Municipal de Esportes (FME) e firmou acordo de patrocínio com as empresas CSM Equipamentos e Pré-Fabricar Construções, possibilitando o retorno à Liga Nacional. Com investimentos reduzidos e poucos reforços, o Jaraguá ficou na 13ª colocação da primeira fase e cresceu na reta final da competição, terminando o quadrangular como líder e chegando às quartas contra Carlos Barbosa. O confronto foi equilibrado, com uma vitória para cada e um empate por 0 a 0 na prorrogação, classificando os gaúchos — a ACBF tinha a vantagem da melhor classificação geral. No estadual, o Aurinegro sofreu a primeira derrota para o Joinville em finais e amargou mais um vice-campeonato.
A temporada de 2013 apresentou evolução, com o Jaraguá conquistando a terceira melhor campanha da fase classificatória da Liga. Na segunda fase, empatou em pontos com a Assoeva e alcançou o mata-mata apenas pelo saldo de gols. No confronto contra o Corinthians, pelas quartas de final, o Aurinegro foi derrotado por 5 a 4 em casa e, apesar de boa atuação, sofreu outra eliminação ao empatar por 2 a 2 em São Paulo. O ano terminou com uma queda precoce nas semifinais do Campeonato Catarinense para a equipe de Rio do Sul, com direito a gol decisivo nos últimos segundos.
Buscando estabilidade para o projeto, o Jaraguá manteve a "espinha dorsal" do elenco para 2014. O planejamento rapidamente deu resultado e levou o clube a uma campanha brilhante na primeira fase da Liga Nacional, com 87,04% de aproveitamento (15 vitórias, 2 empates e somente 1 derrota em 18 partidas) e 75 gols marcados. Como segundo colocado do quadrangular, foi novamente às quartas e, por fim, quebrou o tabu ao golear o Joinville por 4 a 0. Mesmo demonstrando crescimento, acabou parando nas semifinais contra o estreante Sorocaba (à época, Brasil Kirin). Poucos meses antes, apesar da "vingança" no mata-mata da Liga, a campanha no estadual terminou com derrota para o rival na decisão.
Em 2015, a CSM precisou reduzir investimentos e recorreu a um velho conhecido: Wandér Weege, proprietário da Malwee. Para dar continuidade ao projeto, a ADJ firmou novo acordo com o empresário — dessa vez, através da Vinícola Pericó. O jejum de títulos viria a se encerrar naquela temporada da forma mais nostálgica possível: Weege participando do planejamento, Taça Brasil sediada em Jaraguá do Sul e Falcão em quadra na final — porém, como adversário. Com a Arena Jaraguá lotada, a Locomotiva venceu o Sorocaba por 3 a 1 e conquistou seu sétimo título em sete finais, se isolando como a maior campeã do torneio. Apesar de outra eliminação no mata-mata da Liga Nacional, o Jaraguá goleou novamente o Joinville por 4 a 0 em casa e levantou o nono troféu do Campeonato Catarinense, encerrando outro jejum e terminando o ano com saldo positivo.

### 2016–presente: Jaraguá
Com o sucesso da temporada anterior, a torcida jaraguaense esperava uma temporada ainda melhor em 2016. O ano começou com o título inédito da Supercopa, superando Carlos Barbosa nos pênaltis após empate em 2 a 2 na Arena Jaraguá. Como vencedor da competição, o Jaraguá conquistou vaga para a Libertadores e viajou até o Paraguai, onde viria a ser vice-campeão ao perder por 4 a 2 para o anfitrião Cerro Porteño. Contudo, a crise administrativa e financeira não demorou a refletir em quadra: sem receber salários após o encerramento dos patrocínios de CSM e Pericó, o elenco ameaçou não disputar o restante do calendário. Houve acordo apenas quando Franklin, então goleiro da equipe, e Mauro Sandri, preparador físico, assumiram a gestão para concluir o ano, sem resultados significativos na Liga Nacional e no Campeonato Catarinense.
Afundada em dívidas, a ADJ passou a se concentrar em resolver sua situação financeira. Nesse contexto, Marcio Hafemann assumiu a presidência e contou com o patrocínio da Fakini Malhas, empresa ligada ao vice-presidente Francis Fachini, para abater cerca de 1 milhão de reais em dívidas e reestruturar o clube. Sem grandes campanhas entre 2017 e 2020, o Jaraguá teve seu momento de maior destaque na Liga Nacional de 2019, ficando na 12ª colocação da fase classificatória e eliminando Cascavel e Tubarão para chegar às semifinais — onde viria a ser eliminado pelo Pato, posteriormente campeão. Mesmo sem conquistas relevantes, a responsabilidade financeira adotada pela gestão seria vital para a recuperação do Aurinegro nos anos seguintes.
Em 2021, ao fim do mandato de Hafemann, Flávio Sartori e Wandair José Garcia assumiram o comando de um Jaraguá estabilizado financeiramente, possibilitando maiores investimentos. Com Fernando Malafaia no cargo de treinador, a equipe sofreu 6 derrotas em 12 partidas e acabou eliminada na primeira fase da Liga Nacional pela segunda vez consecutiva, além de perder o título da Copa do Brasil para o Ceará, na prorrogação. Para salvar a temporada, Fernando, antes auxiliar, ficou encarregado de comandar o Aurinegro na final do estadual, após a demissão de Malafaia. A medida surtiu efeito: o Jaraguá goleou o Joinville tanto na ida (4 a 0) quanto na volta (8 a 4) e conquistou o decacampeonato catarinense em pleno Cau Hansen.
O ano de 2022 marcou o retorno de nomes importantes da história aurinegra, tanto no elenco quanto na comissão técnica. A diretoria contratou Xande Melo, que estava no Blumenau, para ser o novo técnico da equipe. Junai voltou ao clube como superintendente, se juntando a Márcio, outro ex-atleta que exercia a função de supervisor. Dentro de quadra, o Jaraguá acertou a contratação do ídolo Tiago e encorpou o elenco, que já contava com Leco, mais um ídolo da década de ouro, e Eka, "prata da casa". A união entre juventude e experiência levou o Aurinegro a dominar o cenário estadual, vencendo o título inédito da Recopa Santa Catarina e o hendecacampeonato catarinense, sobre São Lourenço e Tubarão, respectivamente. Em competições nacionais, o Jaraguá alcançou ambas as semifinais da Liga Nacional e da Taça Brasil, caindo para os paulistas Corinthians e Sorocaba.
O sucesso esportivo não se repetiu em 2023, reservando à Locomotiva apenas a primeira conquista da Liga Sul, em edição sediada na cidade de Jaraguá do Sul. Na fase de grupos, uma campanha perfeita (com 9 pontos em 3 partidas disputadas) levou a equipe à semifinal contra o Joaçaba, a qual venceu por 3 a 2 e garantiu vaga na final. Com hat-trick de Neto, a vitória por 4 a 1 sobre o Tubarão selou o título inédito do Jaraguá. O troféu "aliviou" a má temporada: foram dois vice-campeonatos diante do Joinville, na Recopa e no estadual. Em torneios nacionais, o clube acabou eliminado nas oitavas da Liga, contra a Assoeva, além de queda na semifinal da Taça Brasil pela segunda vez consecutiva, dessa vez para o Pato.
Em 2024, o Jaraguá reforçou o elenco para buscar um título de expressão. A temporada começou mal, caindo nas semifinais de uma Supercopa realizada em casa, nas quartas da Copa do Brasil e perdendo o título da Liga Sul para Carlos Barbosa. Com as derrotas, time e torcida concentraram as atenções à Liga Nacional, na qual o Aurinegro se classificou ao mata-mata como terceiro colocado da primeira fase. Nas oitavas de final, enfrentou o Corinthians e, após empate de 3 a 3 em São Paulo, goleou por 5 a 1 em casa para confirmar a vaga nas quartas. O ótimo desempenho se repetiu, vencendo a ACBF tanto no Rio Grande do Sul (por 3 a 1) quanto na Arena Jaraguá (4 a 2) e se classificando às semifinais. Mesmo com derrota para o Pato na ida, o grupo não perdeu o ritmo, empatou a série (4 a 0 no tempo normal) e chegou à final da Liga com vitória por 2 a 0 na prorrogação.
Depois de uma longa reestruturação, o Jaraguá voltava a uma decisão de Liga Nacional após quatorze anos. O título foi decidido em final única realizada em Carlos Barbosa, contra o Praia. O duelo foi equilibrado, com direito a placar aberto pelos mineiros, virada dos catarinenses e empate na reta final da etapa regulamentar. Sem vantagem para o clube de melhor colocação geral, o roteiro foi semelhante na prorrogação: o Jaraguá marcou o primeiro gol e manteve a diferença até os 20 segundos finais, quando Cabreúva bateu de longe e igualou a disputa. Nas penalidades, a torcida aurinegra "explodiu" quando Nicolas, já nas cobranças alternadas,  defendeu a cobrança de Rabisco e consagrou o pentacampeonato nacional do Jaraguá.
O elenco foi recebido com festa na carreata do título, em Jaraguá do Sul. A torcida jaraguaense, que sempre abraçou a equipe e se mantém recordista absoluta de público a cada temporada, ainda seria premiada com mais uma conquista: menos de uma semana depois, o Jaraguá (que havia vencido na ida por 3 a 2) foi à Joinville enfrentar o rival pela final do estadual. Com gol de peito de Ruan, a Locomotiva abriu o placar. Na segunda etapa, o Tricolor conseguiu a virada e levava a decisão à prorrogação, até o pivô Eka entrar como goleiro-linha e dar a assistência para o gol do empate — e do título — de Jamur. Dessa forma, a temporada foi encerrada com chave de ouro: o Jaraguá igualou Carlos Barbosa como o maior campeão da Liga Nacional, dominou Santa Catarina pela décima segunda vez e, enfim, recuperou o protagonismo no futsal brasileiro.

## Ginásio
A Arena Jaraguá é o pavilhão do Aurinegro desde sua inauguração, em 2007. O complexo esportivo está localizado no "coração" de Jaraguá do Sul, com capacidade máxima para 8.000 espectadores (por vezes superior, com utilização de arquibancadas móveis) e uma estrutura versátil, planejada para abrigar congressos, feiras, shows e outros eventos culturais e empresariais.
O projeto do ginásio foi idealizado em resposta à necessidade de um espaço multifuncional na cidade. Em paralelo aos primeiros capítulos de sucesso do Jaraguá, no ano de 2005, as obras foram iniciadas pelo município com um investimento totalizado em cerca de 17 milhões de reais. Por meio de reformas e atualizações, a Arena é regularmente modernizada para atender os requisitos de eventos de grande porte. Conta com diversas lojas, camarotes, cabines de transmissão, área de exposição, bares, praça de alimentação e restaurante, além de amplo estacionamento, área verde, parque infantil, quadras esportivas, faixas para ciclismo e caminhada e outros pontos de lazer em seu exterior.
Perto de alcançar vinte anos de história, a Arena Jaraguá permanece como palco de muitas conquistas do futsal jaraguaense. Sua estrutura ampla permite grande presença da torcida aurinegra durante as partidas, registrando os maiores públicos da modalidade e estabelecendo recordes a cada temporada. Consolidado como uma referência do esporte catarinense, o espaço também sediou o UFC e esporadicamente recebe partidas das seleções brasileiras de vôlei, basquete e futsal.

## Rivalidades

### Clássicos estaduais
Uma das rivalidades mais intensas do futsal nacional é protagonizada por Jaraguá e Joinville, as duas equipes catarinenses de maior força, investimento e tradição. Não à toa, o confronto é amplamente considerado o maior clássico do país. Os municípios de Jaraguá do Sul e Joinville são limítrofes e tidos como as principais cidades do norte de Santa Catarina — dois fatores importantes para a rivalidade entre seus habitantes, originada muito antes das disputas esportivas.
O clássico é recorrente em decisões ou fases avançadas de torneios estaduais e nacionais, sempre registrando públicos expressivos que refletem a intensidade das equipes em quadra. Desde a primeira final, em 2005, o confronto decidiu nove edições de Campeonato Catarinense. No total, são 6 títulos aurinegros (2005, 2006, 2008, 2015, 2021 e 2024) e 3 vitórias tricolores (2012, 2014 e 2023). O duelo também decidiu o título da Liga Nacional em 2007, numa final marcada por goleadas jaraguaenses — 6 a 1 na partida de ida, em Joinville, e 5 a 3 na volta, na Arena Jaraguá — que consagraram o bicampeonato nacional.
O futsal catarinense também promove outros clássicos, principalmente com clubes que estão presentes na Liga Nacional e, portanto, possuem elencos competitivos. Nos últimos anos, Joaçaba, Tubarão e Blumenau são os adversários mais frequentes. O tradicional Concórdia também costumava fazer frente ao Jaraguá em suas melhores temporadas, assim como a Tuper, de São Bento do Sul, e o time de futsal do Criciúma (ou "Anjo Química"), equipes extintas que foram importantes na virada do século.

### Clássicos nacionais
O confronto de "maior peso" do futsal mundial é disputado entre Jaraguá e Carlos Barbosa, clubes pentacampeões da Liga Nacional e hexacampeões da Libertadores. Considerado um "superclássico", o duelo entre Locomotiva e Laranja Mecânica reúne em quadra duas camisas que protagonizaram o esporte no início do século, chegando a somar sete títulos de Liga consecutivos entre os anos de 2004 e 2010, em meio à "década dourada" do Jaraguá.
O retrospecto do confronto possui múltiplas decisões e confrontos eliminatórios. Do lado catarinense, se destacam as conquistas da Taça Brasil de 2004, em Goiânia, marcada pelo placar de 11 a 9, e da Supercopa do Brasil de 2016, realizada em Jaraguá do Sul e vencida nos pênaltis. Os gaúchos ostentam, principalmente, duas Ligas Nacionais que interromperam o domínio da antiga Malwee, em 2006 e 2009. Nas últimas temporadas, o clássico decidiu vaga às semifinais em duas edições de Liga: em 2022, com agregado de 6 a 5 para o Jaraguá, e 2024, com duas vitórias aurinegras.
Além de Carlos Barbosa, outros clubes tradicionais deixaram sua marca na história jaraguaense: Atlântico, Corinthians, Minas, Pato, Sorocaba e Cascavel disputam os mesmos títulos e possuem rivalidade com o Jaraguá em diferentes níveis. Durante os anos de Malwee, Intelli (atualmente sem equipe própria, disputando a Liga Nacional em parceria com o Santo André) e Ulbra (encerrada após graves problemas financeiros) também foram rivais importantes.

## Títulos
| HONRARIAS                | HONRARIAS                        | HONRARIAS | HONRARIAS                                                               |
|                          | Competição                       | Títulos   | Temporadas                                                              |
| ------------------------ | -------------------------------- | --------- | ----------------------------------------------------------------------- |
|                          | Melhor Clube de Futsal do Mundo  | 2         | 2008 e 2010                                                             |
|                          | Tríplice Coroa Nacional          | 2         | 2005 e 2008                                                             |
| CONTINENTAIS             |                                  |           |                                                                         |
|                          | Competição                       | Títulos   | Temporadas                                                              |
|                          | Copa Libertadores de Futsal      | 6         | 2004, 2005, 2006, 2007, 2008 e 2009                                     |
| NACIONAIS                |                                  |           |                                                                         |
|                          | Competição                       | Títulos   | Temporadas                                                              |
|                          | Liga Nacional de Futsal          | 5         | 2005, 2007, 2008, 2010 e 2024                                           |
|                          | Taça Brasil de Futsal            | 7         | 2003, 2004, 2005, 2006, 2007, 2008 e 2015                               |
|                          | Superliga de Futsal              | 4         | 2005, 2006, 2009 e 2010                                                 |
| Brasil                   | Supercopa do Brasil de Futsal    | 1         | 2016                                                                    |
| REGIONAIS                |                                  |           |                                                                         |
|                          | Competição                       | Títulos   | Temporadas                                                              |
| url=Região Sul do Brasil | Copa Sul de Futsal               | 1         | 2023                                                                    |
| ESTADUAIS                |                                  |           |                                                                         |
|                          | Competição                       | Títulos   | Temporadas                                                              |
| Santa Catarina           | Campeonato Catarinense de Futsal | 12        | 1999, 2000, 2002, 2003, 2004, 2005, 2006, 2008, 2015, 2021, 2022 e 2024 |
| Santa Catarina           | Copa Santa Catarina de Futsal    | 2         | 2002 e 2006                                                             |
| Santa Catarina           | Recopa Santa Catarina de Futsal  | 2         | 2022 e 2025                                                             |

### Outras conquistas
- Jogos Abertos de Santa Catarina: 1999, 2001, 2002, 2003, 2007, 2010, 2011 e 2022
- Copa FIAT: 2001
- Copa Umbro Internacional de Futsal: 2002
- Copa Cascavel: 2003
- Copa Renault Liberté: 2009
- Copa Internacional de Futsal Blumenau: 2011 e 2013
- Copa Ferromax: 2013 e 2014
- Copa Três Coroas de Futsal: 2019
- Torneio de Verão de Indaial: 2024

### Campanhas de destaque
- Copa Intercontinental de Futsal: vice-campeão em 2005, 2006, 2007 e 2008
- Copa Libertadores de Futsal: vice-campeão em 2016
- Liga Nacional de Futsal: vice-campeão em 2006 e 2009
- Taça Brasil de Futsal: vice-campeão em 2025
- Superliga de Futsal: vice-campeão em 2015
- Campeonato Catarinense de Futsal: vice-campeão em 2011, 2012, 2014 e 2023
- Recopa Santa Catarina: vice-campeão em 2023

## Elenco atual
Atualizado pela última vez em 5 de junho de 2025.